# Gyula Benczúr
Gyula Benczúr (Nyíregyháza, 28 gennaio 1844 – Szécsény, 16 luglio 1920) è stato un pittore ungherese.

## Carriera

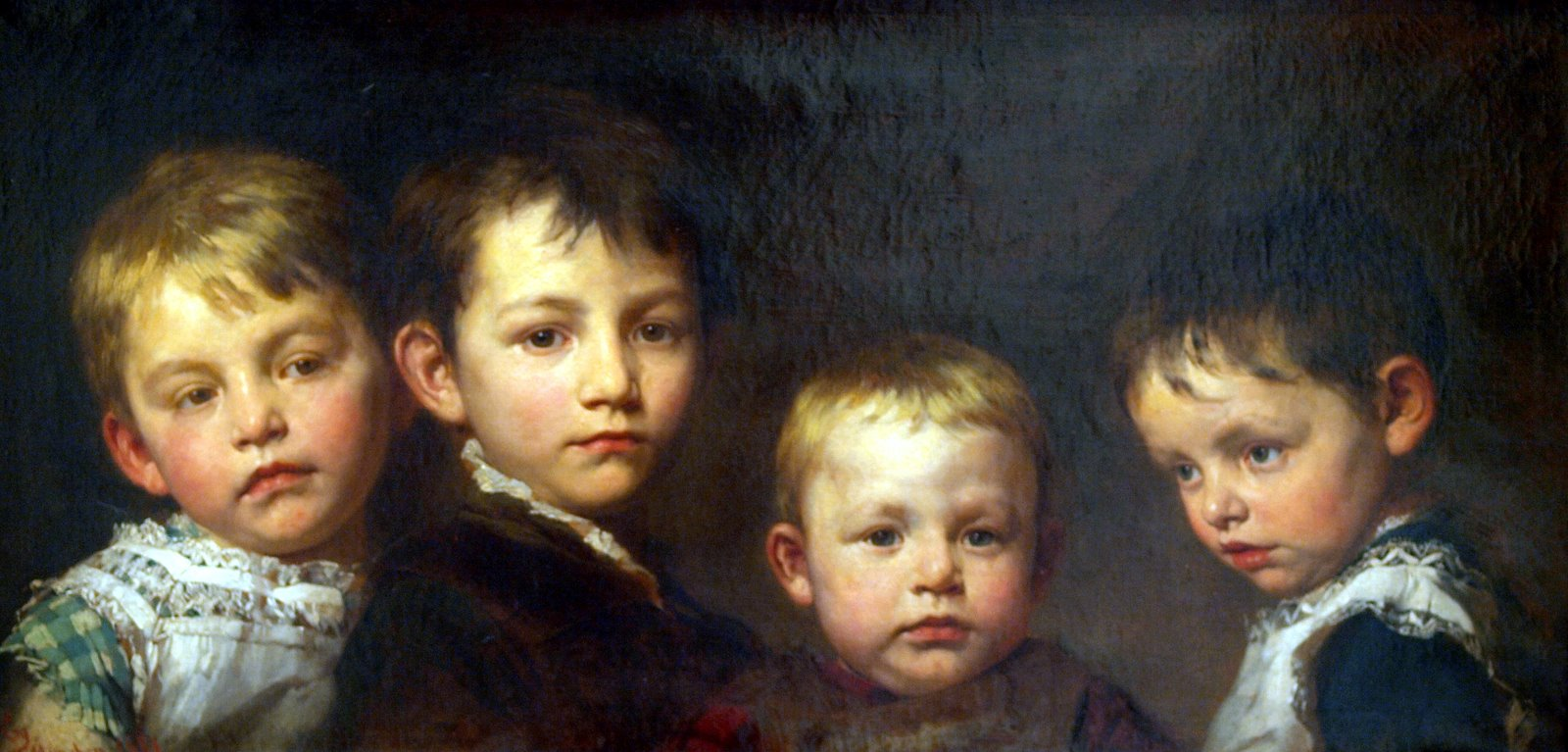
I miei bambini, 1881

Gyula Benczùr ha ottenuto successi internazionali con i suoi primi dipinti e ha vinto numerose competizioni artistiche. Ha assistito Karl Theodor von Piloty nel dipingere gli affreschi del Maximilianeum e del Rathaus a Monaco di Baviera. Ha anche illustrato alcuni libri di grandi scrittori tedeschi, come Friedrich Schiller. Il re Lodovico II di Baviera  gli ha commissionato dipinti incentrati sul rococò. In seguito ha ricevuto molte offerte di lavoro come insegnante a livello internazionale; ricevette proposte  da Praga e Weimar ma accettò il lavoro presso la sede di Monaco.
Benczúr è stato il pittore favorito della classe dirigente ungherese e ha dipinto numerosi ritratti di re ed aristocratici.
Egli era considerato un rivale nella pittura a soggetto storico di Hans Makart. Il suo autoritratto è conservato alla Galleria degli Uffizi a Firenze.
Gli sono state intitolate strade a Balassagyarmat, Balatonkenese, Berettyóújfalu, Bonyhád, Budapest, Debrecen, Jászberény, Komló, Pécs, Szabadszállás, Seghedino (in Ungheria) e Košice (in Slovacchia).